# Austénitisation
L’austénitisation est le chauffage d’une pièce en acier à une température, pendant un temps donné, permettant de transformer l’ensemble de sa structure cristallographique en austénite. Cette température varie en fonction de la nuance d’acier, mais se situe aux alentours de 800 à 900 °C.
Son domaine réel de température se situe entre AC3 + 50°C et AC3 + 100°C.